# Победа (Масловское сельское поселение)
Победа  — посёлок в Торжокском районе Тверской области. Входит в состав Масловского сельского поселения.

## География
Находится в центральной части Тверской области на расстоянии приблизительно 25 км на запад по прямой от районного центра города Торжок на правом берегу реки Осуга.

## История
На карте 1941 года здесь обозначены различные строения с надписью "совхоз". На карте 1980 года отмечены жилые строения без наименования.

## Население
Численность населения: 8 человек (русские 100 %) в 2002 году, 11 в 2010.